# شیبمبا، آنگولا
شیبمبا (به انگلیسی: Chibemba) شهری در استان هوییلا واقع در کشور آنگولا است که در سال ۲۰۰۹ میلادی ۳٬۷۴۱ نفر جمعیت داشته است.